# São Gonçalo do Amarante (Rio Grande do Norte)
São Gonçalo do Amarante è un comune del Brasile nello Stato del Rio Grande do Norte, parte della mesoregione del Leste Potiguar e della microregione di Macaíba.
È in costruzione il nuovo aeroporto, fra i cargo più grandi del Sud America. Il comune è in forte sviluppo commerciale e abitativo.